# William I. Thomas
William Isaac Thomas (13. srpna 1863 Russell County, Virginie – 5. prosince 1947 Berkeley, Kalifornie) byl americký sociolog a sociální psycholog, představitel humanistické sociologie a pozitivismu v sociologii. Byl jedním z představitelů Chicagské školy.

## Život

### Do roku 1908
Narodil se roku 1863 jako syn farmáře, faráře metodistické církve. Roku 1880 začal studovat literaturu na univerzitě v Tennessee, v roce 1884 obdržel titul bakaláře a stal se pomocným profesorem angličtiny a moderních jazyků. Vyučoval také řečtinu, latinu, němčinu a přírodovědu. Zajímal se o etnologii a sociální vědy.
1888 si vzal svoji první manželku Harriet Parkovou. Roky 1888 a 1889 strávil studiem jazyků v Berlíně a Göttingenu, také se věnoval etnologii a sociologii. Roku 1894 se stal profesorem sociologie, dostal místo na Chicagské univerzitě, kde učil antropologii a sociologii. Podnikal cesty do Evropy ve snaze o srovnávací studii evropských národů.
V roce 1908 získal grant od Helen Calverové (jejíž nadaci pro rasovou psychologii řídil) na výzkum kultury imigrantů. Cestoval do Evropy, zde se zaměřoval na Poláky, jejichž komunita byla v Chicagu nejvíc viditelná. Začal se učit polsky.

## Dílo
Jeho přístup k problému se vyznačuje značným pragmatismem, namísto pokryteckého moralizování. Jeho oblíbeným tématem jsou sociální deviace.
Tzv. "definice situace" se objevuje v díle Unadjusted girl z roku 1923. Zatímco jedinec tíhne spíše k hédonismu, pak společnost jej tlačí k utilitarismu. Individuální definice situace je výsledkem soupeření definice osobní a definice společenské. Toto se stalo jedním z podnětů symbolického interakcionismu.
Thomasův teorém: Jestliže lidé definují situaci jako reálnou, pak je reálná i ve svých následcích. Toto se objevuje v knize The Child in America z roku 1928.
Další práce:
- 1907 – Sex and Society
- 1918/20 – The Polish peasant in Europe and America. Monograph of an immigrant group (Polský sedlák v Evropě a Americe)
- 1921 – Old world traits transplanted (studie o amerikanizaci), jako hlavní autoři uvedeni Robert E. Park a H. A. Miller (díky skandálu)
- 1923 – The unadjusted girl. With cases and standpoint for behavior analysis (Nepřizpůsobivá dívka – případy a stanovisko k analýze chování)
- 1928 – The child in America: Behavior problems and programs – spoluautorkou manželka, profesorka Dorothy Swaine Thomas
- 1937 – Primitive behavior: An introduction to the social sciences

### Polský sedlák v Evropě a Americe
V díle Polský sedlák v Evropě a Americe volí biografický přístup – při cestě chicagskými ulicemi byl jednoho dne (údajně) málem zasažen balíkem, vyhozeným z okna. Když ho otevřel, našel dopisy. Do tisku v polském jazyce pak nechal otisknout inzeráty, nabízející 10–20 centů za dopis, psaný z Polska. Neanalyzoval jen dopisy, ale také archivy, novinové zprávy etc.
Coby metodu používal také přímé pozorování. Roku 1913 potkal Floriana Znanieckiho, jenž tehdy vydával časopis Polský emigrant. Pozval ho do Chicaga, kde mu nabídl místo asisitenta výzkumu. Znaniecki se stal spoluautorem tohoto monumentálního díla o pěti svazcích.
Po vydání prvých dvou dílů však došlo ke skandálu. Thomas, známý svým bohémstvím a spíše levicovým přístupem, byl zatčen FBI za porušení zákona o morálce, a to ve společnosti manželky jistého armádního činitele. Jsou spekulace, zda se nejednalo o spiknutí. Přestože byl soudem zproštěn viny, ukončila univerzita kontrakt na vydání zbývajících svazků. Proto se obrátil na vydavatele v Bostonu.